# プロ野球選手
プロ野球選手（プロやきゅうせんしゅ）は、営利を目的とする野球チーム（プロ野球チームまたは、プロ野球球団と呼ばれる）と契約し、年間シーズンの一連の試合に出場して報酬を得ることを本業とする、つまりプロフェッショナルスポーツとして野球をする野球選手のことである。

## 日本のプロ野球選手
この節での「プロ野球」は日本野球機構（NPB）のみを指し、独立リーグなどは含まないものとする。

### 社会人野球選手との違い
日本では、一般の社会人が選手としてプレーする社会人野球が発達している。「社会人野球」という語は、広義ではプロ野球も含めてあらゆる社会人が行う野球を指すが、一般的にはアマチュアの社会人が行う野球を指す。さらに狭義的意味として、日本野球連盟に属するチームで活動する野球競技を指す。また、企業内で組織されるチームが多く存在するが、あくまで企業内のクラブ活動の一つとして存在しており、興行目的で運営されているわけではない。
基本的に様々な大会の試合で活躍することを期待されて企業に入社する日本の社会人野球の選手も、企業の本業に関わる業務をほとんどせずに実質的に野球のみで報酬を得ることがあるが（かつてのシダックス野球部が該当）、社会人野球のチームは企業名を冠する「野球部」などと呼ばれ、野球を専業とする独立した企業ではない点がプロ野球球団とは大きく異なる。
また、社会人野球の選手は加齢や故障その他の理由によって現役を引退しても即解雇とはならず、その企業で仕事を続けることもできる。逆に社の経営不振などにより廃部、つまり野球部自体が消えてしまった場合はその社の従業員である以上、他社への転職や会社の許可のもとでのクラブチームへの在籍によってしか野球を続ける手段がなくなる。これに対しプロ野球球団に属する選手は戦力外通告された場合は別の球団と自力で選手契約を結ぶ事が出来る。しかしどこの球団も手を挙げない場合はコーチなどの指導者、野球解説者、スポーツキャスター、タレントなどの道がなければ全くの無職となってしまう（#引退後）。日本野球機構（NPB）加盟球団所属のプロ野球選手が本人の意思により任意引退した場合、保有権がある最終所属球団の了解がない場合は他の野球チームと契約を結ぶことができない。
こういった待遇面の違いもプロ野球選手と社会人野球選手の異なる点であり、全くの無報酬というわけではないものの社会人野球をアマチュアとする理由のひとつでもある。逆に、日本プロ野球のチームで、報酬を得ないアマチュア選手として契約することは認められていない。

### プロ野球選手の一日
一日はハードでシーズン中は休みがほとんどなく（基本、火曜～木曜の3日間がチームA、金曜～日曜の3日間が別のチームBとの連戦。一回3日を“対戦カード”と呼ぶ）、拘束時間も長い。一例を挙げると
- ナイトゲーム開催時（18時試合開始）のスケジュール
  - 10時 - 起床
  - 11時 - 朝（昼）食
  - 午後 - ホームチーム選手は自宅（単身赴任の場合はホテル住まいをする選手もいる）もしくは寮から、試合が行なわれる野球場へ移動。ビジターチーム選手は、宿舎となっているホテルから移動。ビジターが本拠地から近い場合はホーム同様に各自移動。
  - 14時 - ホームチーム全体練習開始（ウォームアップはそれまでに行う。また、自主的に早出練習を行う選手も多い）
  - 16時 - ホームチーム全体練習終了・ビジターチーム全体練習開始（ウォームアップ・ミーティング・軽食摂取はそれまでに行う）
  - 16時30分ごろ - ホームチームミーティング・軽食
  - 17時30分ごろ - ビジターチーム練習終了
  - 18時 - プレイボール（先発登板予定のない投手など、一軍でも一部の選手はこの時点で帰宅する）
  - 試合終了後（試合は9イニングで平均3時間程[1]。長い時、また延長戦（12イニングまで）に発展した場合には4時間以上かかることもある[2]。） - ミーティングなどを行い解散し、帰宅。自主的に居残り練習をする選手もいる。また、ビジターチームの選手はホテルに移動。
  - 深夜 - 夕食は各自で取り（ビジターチームの場合はホテルのバイキングなど）、その後就寝

となっている。デーゲームの場合、時間分だけ繰り上がるので（13時試合開始の場合は5時間）、深夜に試合が終了した場合、朝早く起床し、練習を開始するため、さらにハードになる。月曜日は試合がないだけで、自分達がビジターになる場合には対戦相手の本拠地の所在地に移動する日となる。
長野久義と結婚したテレビ朝日エクゼクティブアナウンサーの下平さやかによると、プロ野球選手は一年の3分の2は自宅にいないという。

### 遠征
ビジターで試合を行う際は、選手は交通機関を利用して移動する。その距離は多い球団で4万キロ以上に及び、シーズン佳境になると、2週間ほどで5千キロを移動する球団もあり、試合当日に移動するケースも多いが、先発登板予定の選手は基本的に前日移動となる。

### 契約・報酬
プロ野球選手は自営業者・個人事業主として球団会社と業務契約を結んでいる。よって、球団会社の契約社員ではない。NPB所属選手の報酬はメジャーリーグや欧州サッカーなどと同様に日本国内の他のプロスポーツと比べても破格である。支給は年俸制。日本プロ野球選手会の調査による2023年の支配下公示選手の平均年俸は4,468万円である。
1980年代前半までは平均年俸は1,000万円未満であったが、1987年中日に移籍した落合博満が球界で初めて年俸1億円を突破するなど徐々に年俸は上昇し、1993年のFA制度が導入されると年俸の高騰が進んだ。
年俸が1億円以上の選手は1億円プレイヤーと呼ばれ、一流選手のステータスと見なされることもある。NPBにおける1億円プレイヤーの日本人選手は、2014年シーズンでは推定61人であったが、2022年シーズンでは推定73人に及ぶ。
NPB所属選手は契約更改という形で毎年契約を更新する単年契約が一般的であったが、1993年オフに当時オリックスに在籍していた酒井勉が、3年という日本球界史上初の複数年契約を結んだ。その後、FA宣言による他球団移籍が一般的になり、FAによる移籍、あるいは他球団流出防止のための残留のいずれでも（日本人選手、外国人選手を問わず）複数年契約を結ぶケースが増えるようになった。一例として、
- 杉内俊哉[16] - 2011年のシーズンオフに、ソフトバンクから巨人へと移籍した際、「4年契約・総額20億円」の契約を結んだ。
- 中村剛也[17] - 2013年のシーズンオフに、西武との（残留のための）延長契約を結ぶ際、「4年契約・総額20億円」の契約を結んだ。
- リック・バンデンハーク[18] - 2016年6月に、ソフトバンクとの（残留のための）延長契約を結ぶ際、「3年契約・総額12億円」の契約を結んだ。なお、外国人選手の場合は、シーズン中に（残留のための）延長契約を結ぶケースが少なからずある[注釈 4]。

プロ野球選手の報酬は各選手の活躍に応じて大きく変動し、成果主義の典型的なモデルとみなされることもある。報酬の支払いについて定期昇給や賞与の制度は定められていないが、成績に応じた出来高払いの契約を結んでいる選手もいる。ただし年俸の減額に関しては野球協約92条で制限が設けられており、年俸1億円以上の選手の場合40パーセント、1億円未満の選手の場合25パーセントを超える減額は原則行われない（減額制限以上の減俸を行う場合は戦力外通告と同じ期間内に選手の同意を得る必要があり、選手が同意しなかった場合は球団はやはり当該選手を自由契約としなければならない）。
バット、グラブ、シューズなどの用具も選手個人が気に入ったメーカーと契約して使用する。

### 現役期間
プロスポーツ選手全般に言えることだが、プロ野球選手が現役でいられる期間はそう長くない。プロ野球選手の平均引退年齢は約29歳とされており、また選手の平均現役年数は約9年である。
現役生活を20年以上続けたり、40歳を超えても現役を続ける選手（フランチャイズ・プレイヤー、ジャーニーマンも参照）もいるが、そのように長期に渡って活躍する選手は全体からすると極僅かである。現役最長在籍記録は山本昌の32年、一軍公式戦出場実働最長記録は工藤公康・中嶋聡・山本昌の29年である。ちなみに、2015年10月7日時点で、選手として公式戦に出場した年齢では、最年長記録は山本昌の50歳1か月、最年少記録は戦前（年少労働者保護規定なし）が西沢道夫の16歳。労働基準法・児童福祉法下における最年少記録は高校を中退してプロ入りした古沢憲司の16歳4か月である。

### 引退後
引退後は、野球監督やコーチなどの指導者、スカウト、スコアラー、打撃投手、ブルペン捕手、球団職員などスタッフとして球界に残ったり、野球解説者・野球評論家として活動する例が挙げられる。
しかし、毎年発生する引退選手に対して野球関連のポストは限りがあるために、野球関連の仕事に就けない者も多数出ることから、野球とは別の分野に就職することになる選手も多い。NPBが2007年から2014年に退団した選手への調査を行ったところ、平均して2割から3割程度の選手が野球関係以外の道を選んでおり、進路不明の者も相当数存在する。野球関連ではない仕事で成功した例としては、親会社のはからいで映画俳優になった八名信夫や板東英二、宮本和知、パンチ佐藤、長嶋一茂、金村義明、岩本勉のようにそのキャラクターを活かしてタレントとして定着した者、江本孟紀、三沢淳、高橋栄一郎、石井浩郎、山本賢寿のように政治家になった者、他のプロスポーツに転向して活躍した尾崎将司（プロゴルファー、尾崎正司）、ジャイアント馬場（プロレスラー、馬場正平）、宮本孝雄（競輪選手、宮本孝男）、早瀬薫平（競艇選手、早瀬猛）、野田昇吾（競艇選手）、龍隆行（プロボウラー）が挙げられる。また、玉葱農家として成功した河野博文、うどん製造の修行をしてうどん店を開業した條辺剛のように実業家として成功する例もある。
しかし、こういった成功例がある一方、現役引退後思うような生活が送れない元選手が自殺したり、犯罪に関わったりする事例もある。
里崎智也は、「プロ野球選手は球団関係者などが身の回りのことを何でもしてくれる」「生活力の無い選手ほど身の回りのことをやってくれる年上の女性と結婚して、益々野球しかしない人間になる」と語っており、それこそ「引退したら何もできない、（野球バカの）元選手が相当数存在する」と指摘している。
こうしたことから、プロ野球OBが自助努力として再就職をお互いに支援していこうという気運が高まりつつある。例として、日本プロ野球OBクラブはパソナと連携したプロ野球OBの就活支援活動を行っている。また、NPB側でも2010年代からは選手のセカンドキャリアに対する支援を強化している。2013年には日本野球機構と日本学生野球協会との合意により、学生野球資格回復研修を受けることによってプロ野球OBによる高校・大学野球の指導が可能となったことで、セカンドキャリアの間口が広くなったと言える。2016年までに、850人以上がこの制度を利用して学生野球資格を回復している。
NPBは2007年以来毎年若手プロ野球選手に対してセカンドキャリアに関する意識調査を行っているが、「引退後に不安を感じている」と答えた選手の割合は概ね7割程度を推移している。また、引退後の希望進路については、高校野球の指導者と回答する選手が多数を占めている。

## メジャーリーグの選手

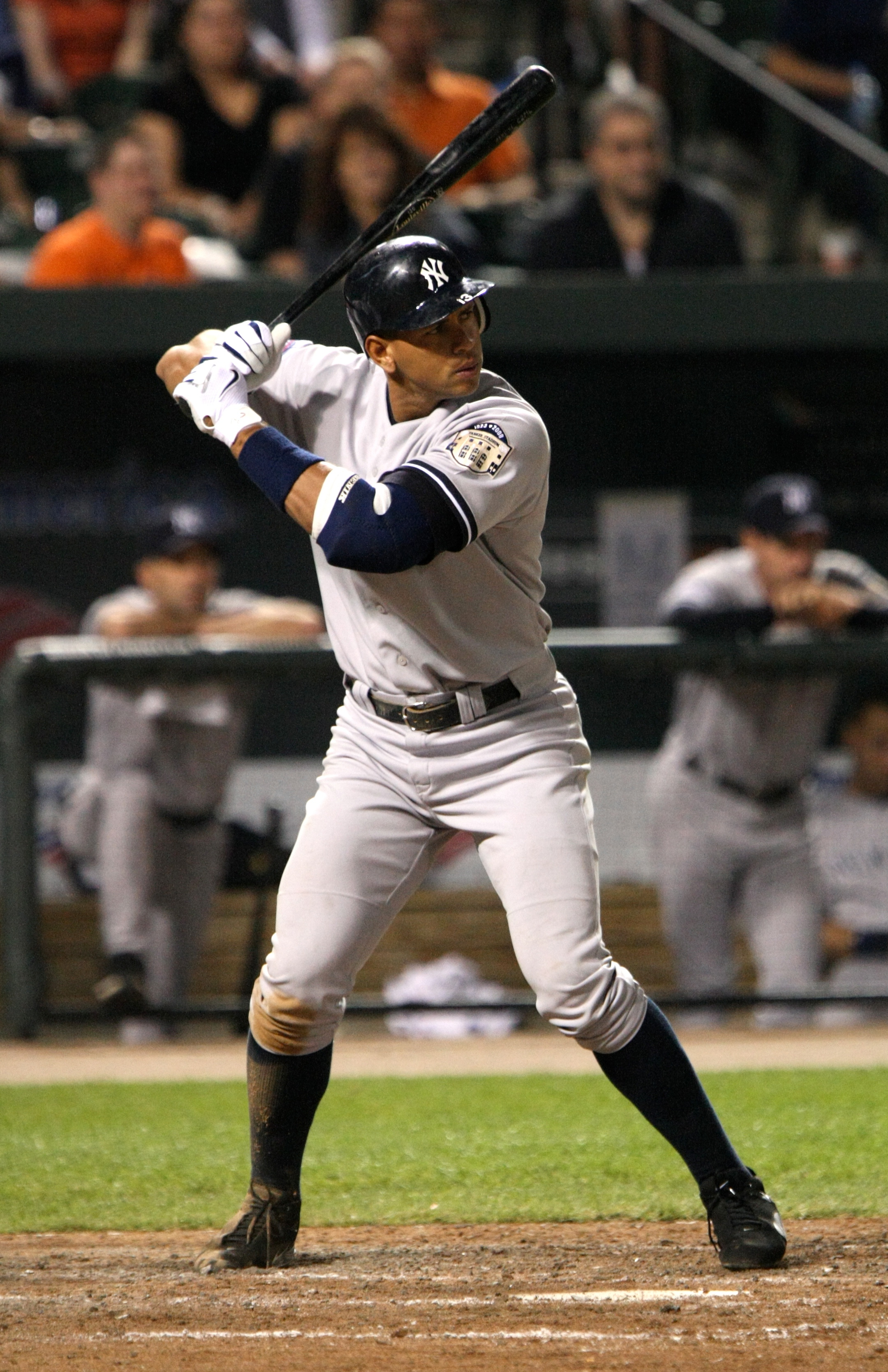
メジャーリーグの選手（アレックス・ロドリゲス）

アメリカ合衆国・カナダのメジャーリーグベースボール（MLB）を、日本では英語でMLBの選手を意味する「メジャーリーガー（Major Leaguer）」といった言葉をそのままカタカナ語として用いて呼称することがある。
メジャーリーグは、その強い競争原理から日本のプロ野球より厳しい環境であるとされ、成績が伴わなければ契約が更新されず直ちに自由契約、またはシーズン途中でもマイナーリーグのチーム行き、故障で成績が上がらない間にトレードで代わりの選手が入れば戦力外通告、などが普通に行われ、選手は常に厳しい立場に立たされる。また、マイナーリーグとメジャーリーグには選手の待遇に大きな差があることも特徴で、両者の給料の格差を指してマイナーリーグを「ハンバーガー・リーグ」、メジャーリーグを「ステーキ・リーグ」と呼ぶ事もある。大谷翔平を説得するために用意された日本ハムの「大谷翔平君 夢への道しるべ〜日本スポーツにおける若年期海外進出の考察〜」では「メジャーリーグは選手を淘汰する仕組み、日本プロ野球は選手を引き上げる仕組み」と説明し、直接渡米して過酷なマイナーリーグで生活するよりも日本で経験を積んだほうが良いと説明し、契約に成功した。
ただし、選手にとって厳しい面ばかりではなく、長年に渡って好成績を残し続けたり、非凡な才能を評価されたりと球団にとって必要不可欠な選手と見なされた場合には年俸は天井知らずとなり、トップ選手となれば高級住宅街に豪邸を構えるなど「アメリカン・ドリーム」とも言うべき成功を収めることができる。そのようなスター選手の移籍に伴う獲得合戦の際には数億ドル（数百億円）という大金が動く。アレックス・ロドリゲスは2007年10月にニューヨーク・ヤンキースと10年総額2億7,500万ドル、出来高も含めると3億ドルの大型契約を結んだ他、ジャンカルロ・スタントンは2014年オフにマイアミ・マーリンズとの間に総額3億2,500万ドル+出来高の13年契約という北米プロスポーツ史上最高総額の超大型契約を結んでいる。選手側も少しでも良い条件を引き出すために、球団と契約交渉を行うためのスポーツエージェントを置く代理人交渉制度が主流となっており、契約に関連するビジネスも発展している。

## 国際大会への出場

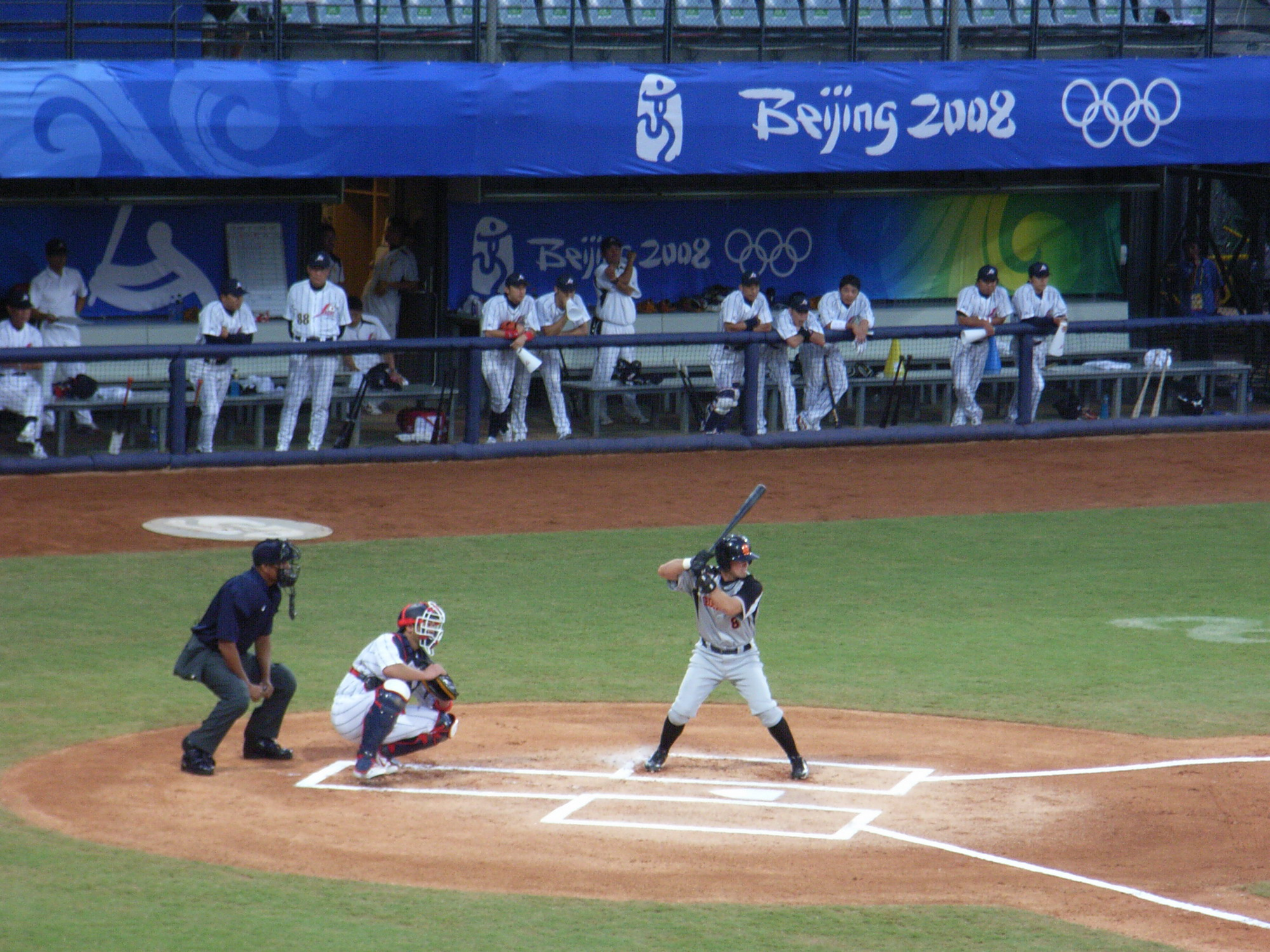
北京オリンピック野球競技

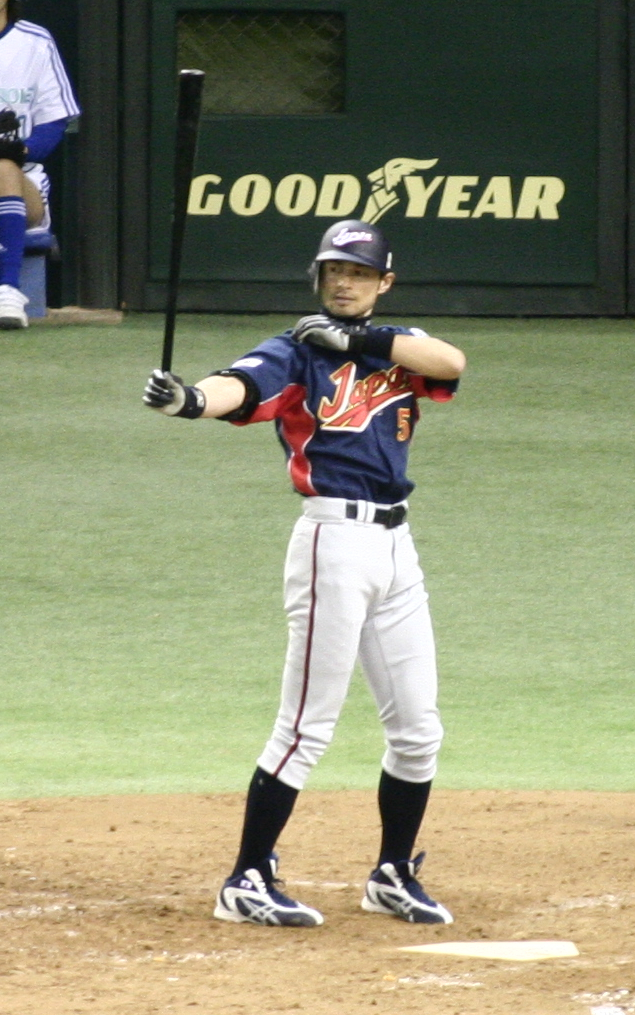
日本野球代表（イチロー）

それまでオリンピックを含む国際野球連盟（IBAF。現世界野球ソフトボール連盟、WBSC）管轄の国際大会はアマチュアのみの出場であったが、他競技でのプロ解禁の流れを受けて1997年にIBAFはそれらの国際大会へのプロ出場を解禁することになった。
最初に適用された大会は翌1998年の第33回IBAFワールドカップ。同年のアジア競技大会では韓国がオールプロで編成して初の金メダルを獲得。2000年シドニーオリンピックは初めてプロ野球選手が参加するオリンピック大会となり、米国が正式種目となって初めて金メダルを獲得した（公開競技時代には1988年ソウルオリンピックで金メダルを獲っているが、キューバのボイコットによる不参加が大きかった）。

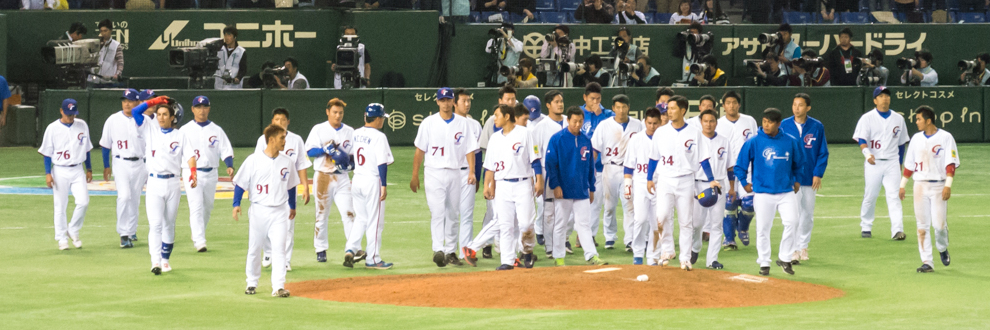
台湾野球代表

日本が初めてプロを派遣したのは1999年のアジア野球選手権大会兼シドニーオリンピックアジア地区最終予選で、この時はプロアマ混合で挑んだ。初のオールプロで編成して出場した大会は2003年のアジア野球選手権大会兼アテネオリンピックアジア地区最終予選であり、8年ぶりとなる優勝を決めている。これ以降オリンピックおよびその予選会についてはオールプロで出場しているが、それ以外の国際大会（IBAFワールドカップ、アジア競技大会など）は開催時期に合わせてプロアマ混合またはオールアマで出場している。
しかし、これらの大会にはメジャーリーガー（40人ロースター枠登録選手）は参加しておらず、米国の場合は3Aクラスの選手で構成されている（ただし米国以外ではシーズンと重ならない大会に限りロースターも含めて招集する場合がある。前出の1998年アジア競技大会の韓国代表には当時ロサンゼルス・ドジャース所属だった朴賛浩が含まれていた）。背景にはこれらの国際大会の多くがMLBシーズン中（それも8月以降のプレーオフ争いも佳境に入った時期）に開かれるためシーズンを中断するか各球団が主力を欠いて消化しなければならず、また、大会において負傷した際の補償など課題も多いため各球団並びに選手会が消極的なのがある。この問題はオリンピック競技からの野球除外に至った要因のひとつともされている。
2006年からはメジャーリーガーも含めたプロ選手が参加するワールド・ベースボール・クラシック（WBC）が行われており、米国を始め、ドミニカ共和国などはメジャーリーガーのみでナショナルチームを結成した上で参戦している他、日本や韓国、ベネズエラなどメジャーリーガー擁する国も国内などの選手を加えたオールプロチームとなっている。この大会はIBAFの協力も受けつつMLB機構が中心となり、（MLBなど北半球主要プロ野球リーグの）シーズン開幕前に開かれている。
2011年にWBCがIBAF公認の世界一決定戦となったのに伴い、アマチュア主体たるワールドカップを発展的解消した上で、WBCの中間年にプロ主体たるプレミア12が創設された。このプレミア12の第1回大会は2015年11月に開かれたが、ワールドシリーズ終了直後という開催時期の問題からMLBは40人ロースターに登録された選手の参加を認めなかった。そのため、MLB選手会による40人ロースター枠発表後に行われた11月21日の決勝戦において、米国代表は3名の選手がこのロースター枠に入ったため出場できず、さらに試合も韓国に0-8で敗れてしまった。

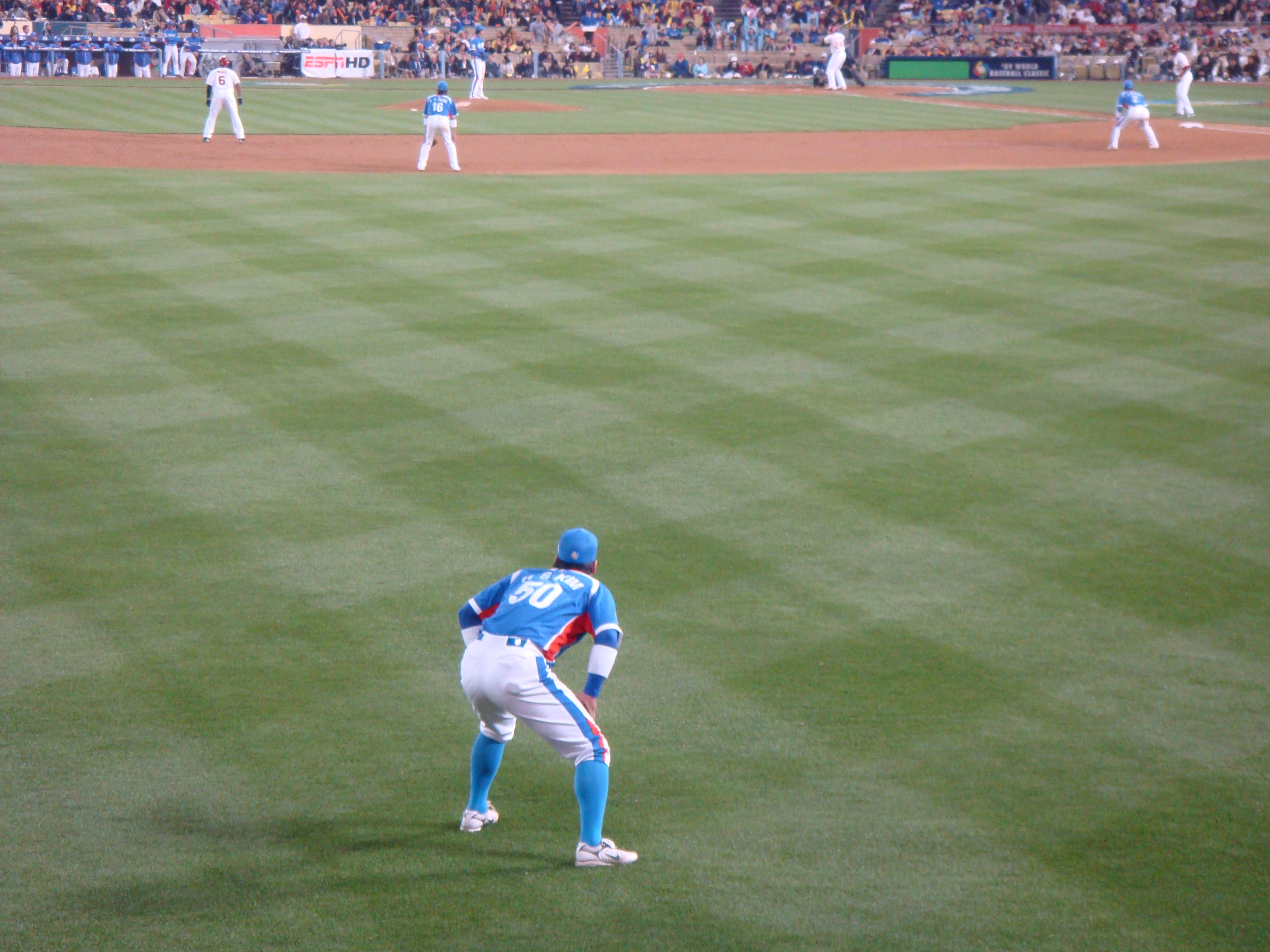
韓囯野球代表

## 関連書籍
- 『プロ野球選手になるには』 - 柏英樹、2009年、ぺりかん社、ISBN 4831512397